# П'єр Кунде
П'єр Кунде (фр. Pierre Kunde, нар. 26 липня 1995, Лімбе) — камерунський футболіст, півзахисник грецького клубу «Олімпіакос» і національної збірної Камеруну. На умовах оренди грає за афінський «Атромітос».

## Клубна кар'єра
Народився 26 липня 1995 року в місті Лімбе.
У дорослому футболі дебютував 2012 року виступами за іспанську нижчолігову команду «Алькобендас». Наступного року був запрошений до мадридського «Атлетіко», у структурі якого грав за юнацьку команду, а 2014 року дебютував в іграх за «Атлетіко Мадрид Б».
Сезон 2016/17 провів в оренді в «Екстремадурі» з третього іспанського дивізіону, а наступний — в Сегунді, граючи за «Гранаду».
У липні 2018 року перебрався до Німеччини, уклавши чотирирічну угоду з вищоліговим клубом «Майнц 05».
Влітку 2021 перейшов до складу грецького «Олімпіакоса».

## Виступи за збірні
Грав за юнацьку збірну Камеруну (U-18), а 2017 року провів п'ять ігор у складі молодіжної збірної країни.
2018 року дебютував в офіційних матчах у складі національної збірної Камеруну.
У складі збірної був учасником Кубка африканських націй 2019 року в Єгипті, де виходив на поле у трьох іграх, а його команда вибула з боротьби на етапі 1/8 фіналу.
| Дата       | Місто          | Господарі   | Результат | Гості             | Турнір                                     | Голи | Примітки  |
| ---------- | -------------- | ----------- | --------- | ----------------- | ------------------------------------------ | ---- | --------- |
| 27-5-2018  | Бове           | Камерун     | 0 – 1     | Буркіна-Фасо      | товариський матч                           | -    |           |
| 12-10-2018 | Яунде          | Камерун     | 1 – 0     | Малаві            | Відбір до Кубка африканських націй 2019    | -    |           |
| 16-10-2018 | Блантайр       | Малаві      | 0 – 0     | Камерун           | Відбір до Кубка африканських націй 2019    | -    | 78'       |
| 16-11-2018 | Касабланка     | Марокко     | 2 – 0     | Камерун           | Відбір до Кубка африканських націй 2019    | -    | 81'       |
| 20-11-2018 | Мілтон-Кінз    | Бразилія    | 1 – 0     | Камерун           | товариський матч                           | -    | 76'       |
| 23-3-2019  | Яунде          | Камерун     | 3 – 0     | Коморські Острови | Відбір до Кубка африканських націй 2019    | -    | 68'       |
| 9-6-2019   | Махадаонда     | Камерун     | 2 – 1     | Замбія            | товариський матч                           | -    | Замінений |
| 14-6-2019  | Ель-Вакра      | Камерун     | 1 – 1     | Малі              | товариський матч                           | -    | 73'       |
| 29-6-2019  | Ісмаїлія       | Камерун     | 0 – 0     | Гана              | Кубок африканських націй 2019 - 1-й етап   | -    | 82'       |
| 2-7-2019   | Ісмаїлія       | Бенін       | 0 – 0     | Камерун           | Кубок африканських націй 2019 - 1-й етап   | -    |           |
| 6-7-2019   | Александрія    | Нігерія     | 3 – 2     | Камерун           | Кубок африканських націй 2019 - 1/8 фіналу | -    | 28' 87'   |
| 12-10-2019 | Радес          | Туніс       | 0 – 0     | Камерун           | товариський матч                           | -    |           |
| 13-11-2019 | Яунде          | Камерун     | 0 – 0     | Кабо-Верде        | Відбір до Кубка африканських націй 2021    | -    |           |
| 17-11-2019 | Кігалі         | Руанда      | 0 – 1     | Камерун           | Відбір до Кубка африканських націй 2021    | -    | 63'       |
| 12-11-2020 | Дуала          | Камерун     | 4 – 1     | Мозамбік          | Відбір до Кубка африканських націй 2021    | -    | 65'       |
| 16-11-2020 | Мапуту         | Мозамбік    | 0 – 2     | Камерун           | Відбір до Кубка африканських націй 2021    | -    |           |
| 26-3-2021  | Прая           | Кабо-Верде  | 3 – 1     | Камерун           | Відбір до Кубка африканських націй 2021    | 1    |           |
| 30-3-2021  | Дуала          | Камерун     | 0 – 0     | Руанда            | Відбір до Кубка африканських націй 2021    | -    | 83'       |
| 4-6-2021   | Вінер-Нойштадт | Нігерія     | 0 – 1     | Камерун           | товариський матч                           | -    | 74'       |
| 8-6-2021   | Вінер-Нойштадт | Камерун     | 0 – 0     | Нігерія           | товариський матч                           | -    | 28' 60'   |
| 3-9-2021   | Яунде          | Камерун     | 2 – 0     | Малаві            | Відбір до ЧС 2022                          | -    | 83'       |
| 6-9-2021   | Абіджан        | Кот-д'Івуар | 2 – 1     | Камерун           | Відбір до ЧС 2022                          | -    | 46'       |
| 8-10-2021  | Дуала          | Камерун     | 3 – 1     | Мозамбік          | Відбір до ЧС 2022                          | -    | 80'       |
| 11-10-2021 | Танжер         | Мозамбік    | 0 – 1     | Камерун           | Відбір до ЧС 2022                          | -    | 79'       |
| Усього     |                | Матчів      | 24        |                   | Голів                                      | 1    |           |

## Титули і досягнення
- Чемпіон Греції (1):

«Олімпіакос»: 2021–22
- Бронзовий призер Кубка африканських націй: 2021